# Messerschmitt Me 321
Die Messerschmitt Me 321 Gigant war ein Lastensegler der deutschen Luftwaffe im Zweiten Weltkrieg. Mit 55 Meter Spannweite und über 34 Tonnen Abflugmasse handelt es sich um das größte je gebaute Gleitflugzeug.
Er wurde 1940 in Auftrag gegeben, um im Rahmen des Unternehmens „Seelöwe“ Truppen und Kriegsmaterial nach England zu transportieren. Über 20 Tonnen Nutzlast, entsprechend 200 bewaffneten Soldaten oder einem Panzerkampfwagen IV, sollten transportiert werden können.

## Entwicklung
Geleitet von Josef Fröhlich, wurde das Flugzeug unter hohem Zeitdruck innerhalb von drei Monaten konstruiert. Am 25. Februar 1941 absolvierte die Me 321 ihren Jungfernflug. Mangels leistungsstarker Flugzeuge musste sie von drei Bf 110 geschleppt werden (sog. Troika-Schlepp). Später wurde dazu eine Ju 90 eingesetzt, die in der Lage war, auch vollbeladene Me 321 zu schleppen.
Die in der Literatur aufgeführten „zahlreichen schweren Unfälle mit dem Troika-Schlepp“ werden für den Fliegerhorst Obertraubling ausführlich beschrieben.
Die motorisierte Version des Lastenseglers ging im April 1942 erstmals mit vier Motoren an den Start. Es zeigte sich, dass dieses Modell zu schwach motorisiert war, daher wurde die Weiterentwicklung Me 323 V2 mit sechs Motoren ausgestattet.

## Einsatz

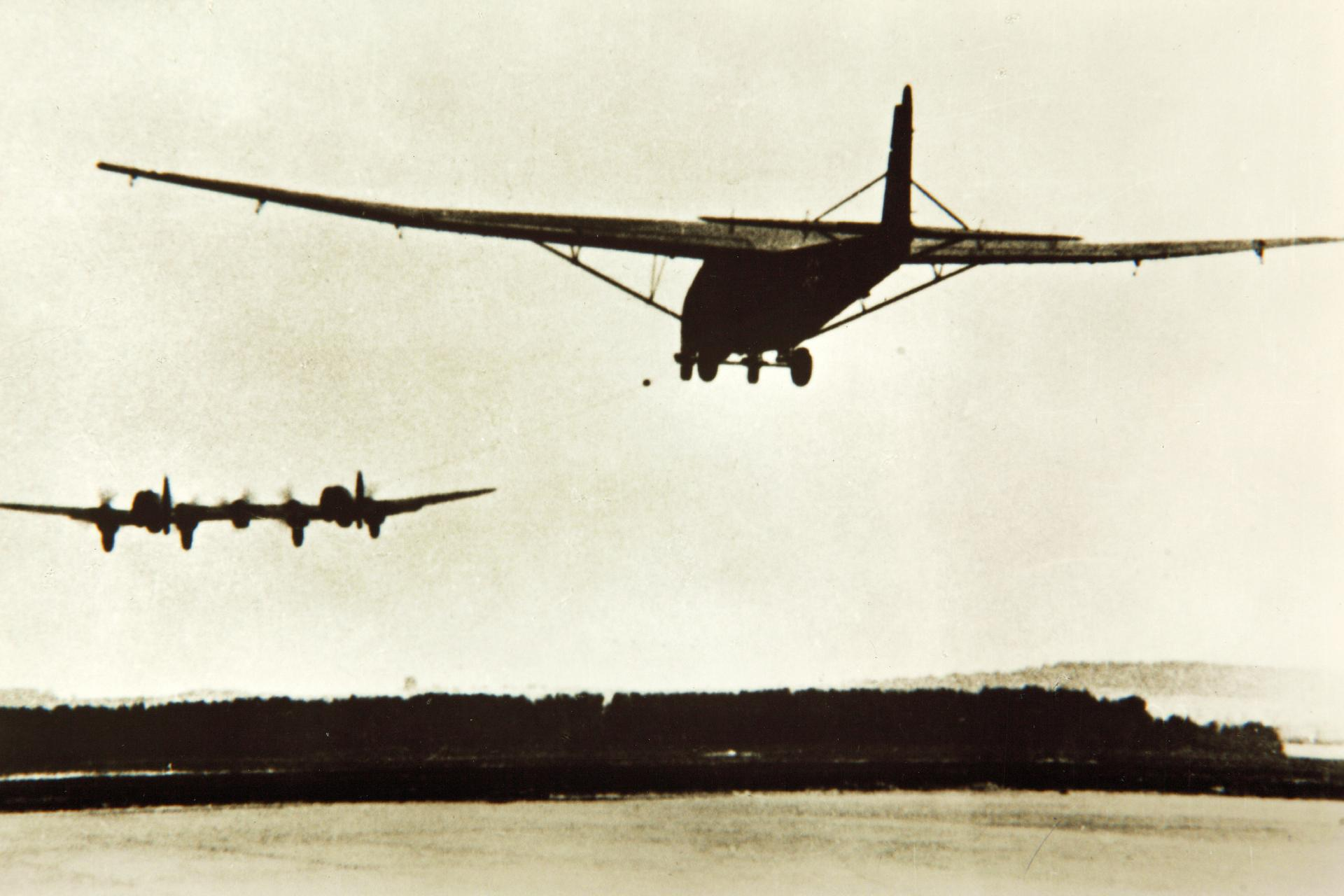
Me 321, geschleppt von einer He 111 Z

Mitte 1941 wurden für den bevorstehenden Angriff auf die Sowjetunion Großseglerstaffeln aufgestellt, die als Schleppflugzeuge Bf 110 einsetzten. 1942 wurde für diese Aufgabe die He 111 Z als Schleppflugzeug entwickelt, die Zusammensetzung von zwei He 111 H6, mit zwei Rümpfen und fünf Motoren mit je 1340 PS. Um den Start zu erleichtern, wurden an die Me 321 bis zu acht Walter-Startraketen angebaut. Außerdem konnte das 1,7 Tonnen schwere Fahrwerk beim Abheben abgeworfen werden.

## Produktion
Die ersten vier Flugzeuge wurden im Mai 1941 von der Luftwaffe übernommen. Bis zum 30. September 1941 waren 49 von 100 bestellten Flugzeugen von den Messerschmitt-Werken in Leipheim und 64 von 100 bestellten Flugzeugen aus Obertraubling geliefert worden. Die letzten zwei Flugzeuge wurden im April 1942 übernommen, sodass insgesamt 200 Serienflugzeuge gebaut wurden.
Es ist allerdings unklar, ob die Prototypen zu den Serienflugzeugen zählten oder ob diese zusätzlich zu den 200 Flugzeugen gebaut wurden.

## Zwischenfälle bei der Erprobung und Schulung
Bei der Erprobung und Schulung mit der Me 321 kam es zu folgenden schweren Zwischenfällen:
- 14. März 1941: Die Me 321 V1, Halter BFW, stürzte in Leipheim ab und wurde zerstört. Kein Personenschaden.
- 19. Mai 1941: Zwei Bf 110 E2 (W.-Nr. 3933, 3974) des Sonderkommandos Merseburg stürzen beim Schleppen einer Ju 52/3m in Merseburg ab. Beide Besatzungen (vier Soldaten der Luftwaffe) kamen ums Leben. Die Ju 52/3m erlitt keinen Schaden. Das ist der einzige Unfall, der „Schleppen“ als Unfallursache hat.
- 28. Mai 1941: Die Me 321 (W.-Nr. 452), Halter BFW, verunglückte in der Nähe von Regensburg durch Leitwerksbruch. Die fünfköpfige Besatzung kam ums Leben (drei von Luftwaffe, einer von Messerschmitt, einer von Erprobungsstelle Rechlin).
- 28. Juni 1941: Die Me 321 (W.-Nr. 466) der GS 22 wurde durch einen Startunfall in Leipheim zerstört. Kein Personenschaden.
- 25. Juli 1941: Die Bf 110 E (W.-Nr. 3924) der Fliegerschule Schlepp Obertraubling hatte in Obertraubling einen Startunfall, bei dem die zweiköpfige Besatzung verletzt wurde.
- 4. August 1941: Die Bf 110 C4 (W.-Nr. 3634) der Fliegerschule Schlepp Regensburg ging aus unbekannten Gründen verloren. Die zweiköpfige Besatzung wurde getötet.
- 6. August 1941: Die Bf 110 E2/U1 (W.-Nr. 3729) des Sonderkommandos Merseburg wurde aufgrund eines Motorschadens in Zerbst zerstört. Die zweiköpfige Besatzung wurde verletzt.
- 13. August 1941: Die He 111 H5 (W.-Nr. 3933) der GS 4 stürzte in Augsburg ab. Die Besatzung verzeichnete zwei Tote und zwei Verletzte.
- 3. Oktober 1941: Die Bf 110 E1 (W.-Nr. 4029) der Fliegerschule Schlepp Obertraubling machte einen Totalbruch. Ein Besatzungsmitglied wurde verletzt.
- 8. November 1941: Die Bf 110 B (W.-Nr. 968) der GS 2 erlitt in Obertraubling einen Startunfall. Die zweiköpfige Besatzung wurde verletzt.
- 15. November 1941: Die Bf 110 E1 (W.-Nr. 3947) der Fliegerschule Schlepp Obertraubling stürzte in Kassel aufgrund technischer Mängel ab. Die zweiköpfige Besatzung wurde verletzt.
- 10. Dezember 1941: Die Me 321 (W.-Nr. 577) des Versuchskommandos Obertraubling stürzte bei Kelheim ab, wobei die dreiköpfige Besatzung ums Leben kam.
- 8. Januar 1942: Die Bf 110 E1 (W.-Nr. 4025) der Fliegerschule Schlepp Obertraubling ging in Echterdingen aus unbekannten Gründen verloren. Kein Personenschaden.

Weitere acht leichtere Unfälle waren 1941 bei Schulung und Erprobung zu verzeichnen.

## Technische Daten
| Kenngröße              | Daten     |
| ---------------------- | --------- |
| Länge                  | 28,15 m   |
| Spannweite             | 55 m      |
| Höhe                   | 10 m      |
| Flügelfläche           | 300 m²    |
| Flügelstreckung        | 10,1      |
| Gleitzahl              | 8         |
| Laderaum               | 100 m³    |
| Leermasse              | 11.300 kg |
| max. Startmasse        | 34.400 kg |
| Schleppgeschwindigkeit | 220 km/h  |